# Birsig
La Birsig (également appelée Börsegraben en Alsace) est une rivière franco-suisse.

## Parcours
La Birsig prend sa source au nord des collines du Blauen près de la commune française de Wolschwiller. De là, elle s'écoule en direction de la Suisse, puis marque la frontière entre les deux pays, coupe l'enclave de Rodersdorf, puis part dans le canton de Bâle-Campagne le long de la vallée du Leimental en traversant les communes de Biel-Benken, Therwil, Oberwil, Bottmingen et Binningen avant de se jeter dans le Rhin dans la ville de Bâle.
Dans le périmètre de la ville, la rivière coule dans son lit naturel bien que ses berges soient renforcées de manière à éviter que les crues ne causent des dégâts dans la ville. Dans certains quartiers, des pâtés de maisons furent construits directement sur ses rives. Utilisée pendant de nombreuses années comme égout naturel, elle était connue en ville sous le nom du grand cloaque (en allemand die grosse Kloake) et transportait plusieurs maladies, telles que le choléra et le typhus.
De nos jours, le quasi-totalité du parcours de la Birsig sur le territoire du canton de Bâle-Ville est souterrain. Seule la partie longeant le zoo de Bâle est visible sur quelques centaines de mètres.

## Source
- (de) Cet article est partiellement ou en totalité issu de l’article de Wikipédia en allemand intitulé « Birsig » (voir la liste des auteurs).